# Rezolucje Rady Bezpieczeństwa ONZ z roku 1958
Stałe miejsca w Radzie Bezpieczeństwa ONZ w 1958 posiadały:
- Francja
- Republika Chińska
- Stany Zjednoczone
- Wielka Brytania
- ZSRR

W roku 1958 członkami niestałymi Rady były:
- Kanada
- Kolumbia
- Irak
- Japonia
- Panama
- Szwecja

## Rezolucje
Rezolucje Rady Bezpieczeństwa ONZ przyjęte w roku 1958: 
- 127 (w sprawie Palestyny)
- 128 (w sprawie Libanu)
- 129 (w sprawie Libanu i Jordanii)
- 130 (w sprawie Międzynarodowego Trybunału Sprawiedliwości)
- 131 (w sprawie Gwinei)